# Dorwin Logan
Dorwin Clint Logan (ur. 19 września 1997) – belizeński piłkarz występujący na pozycji pomocnika, reprezentant kraju.

## Kariera klubowa
Logan uczęszczał do szkoły średniej Delille Academy w Dangridze, występując w tamtejszej drużynie piłkarskiej. Następnie występował w regionalnych turniejach w barwach zespołów Pomona Warriors i Pomona Impact.

## Kariera reprezentacyjna
W lipcu 2014 Logan w barwach reprezentacji Belize U-20 prowadzonej przez Edmunda Pandy’ego Sr. wziął udział w turnieju kwalifikacyjnym do Mistrzostw CONCACAF U-20. Jego drużyna z kompletem sześciu porażek zajęła wówczas ostatnie miejsce w tabeli i nie zakwalifikowała się na kontynentalny czempionat. W grudniu 2017 został powołany przez Ryszarda Orłowskiego na Igrzyska Ameryki Środkowej w Managui. Wraz ze swoim zespołem odpadł z męskiego turnieju piłkarskiego w fazie grupowej.
W sierpniu 2015 Logan znalazł się w ogłoszonym przez Edmunda Pandy’ego Sr. składzie reprezentacji Belize U-23 na środkowoamerykańskie preeliminacje do Igrzysk Olimpijskich w Rio de Janeiro. Belizeńczycy przegrali obydwa spotkania i odpadli z dalszej rywalizacji.
Do seniorskiej reprezentacji Belize Logan został powołany na konsultacje już w listopadzie 2014. Zadebiutował w niej jednak dopiero za kadencji selekcjonera Palmiro Salasa, 3 czerwca 2018 w zremisowanym 0:0 meczu towarzyskim z Barbadosem.